# زیارت (گرگان)
زیارت یکی از روستاهای بخش مرکزی شهرستان گرگان در استان گلستان ایران است.
این روستا در دهستان استرآباد جنوبی قرار داشته و براساس سرشماری سال ۱۳۸۵جمعیت آن ۲٬۲۸۰ نفر (۴۷۸ خانوار) بوده است.
زیارت در ادامه جاده ناهارخوران به سوی کوهستان‌های جنوب شهر گرگان حدود ۱۰ کیلومتر جلوتر از ناهارخوران قرار دارد.
در سال ۱۳۸۵ خورشیدی حدود دو هزار نفر در روستای زیارت زندگی می‌کردند. این روستا گالش‌نشین است اما گالش‌ها در این منطقه در حال ترک سبک زندگی گله‌داری سنتی و مقیم شدن و اشتغال به کارهای کشاورزی و ساخت‌وساز هستند.
از اماکن دیدنی این روستا می‌توان به آبشارهای آن، چشمه آبگرم، امامزاده و همچنین بافت قدیمی روستا نام برد.
از نکات جالب در مورد این روستا، میانگین عمر بالای مردم آن است که علت آن نیز زندگی طبیعی و استفاده از مواد غذایی جنگلی است.

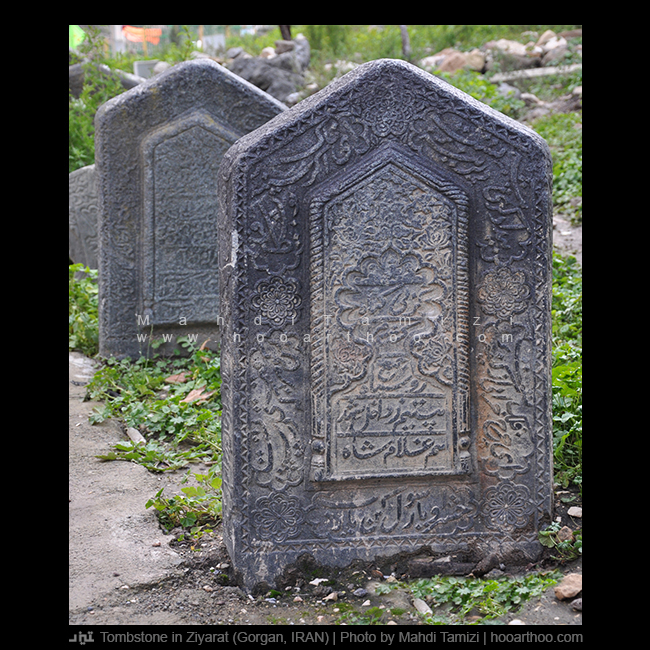
سنگ آرامگاه افراشته، در روستای زیارت (گرگان)

زیارت به علت برخورداری از هوای نسبتاً خشک و خنک بازدیدکنندگان بسیار زیادی دارد. روستای زیارت به سرعت رو به گسترش است اگر چه از آغاز سال ۱۳۸۳ استانداری گلستان بدون هر گونه برنامه مشخصی محدودیت‌هایی را برای ساخت‌وساز ایجاد کرده ولی آپارتمان‌سازی در این روستا با شتاب فراوان ادامه دارد.

## مردم

### زبان

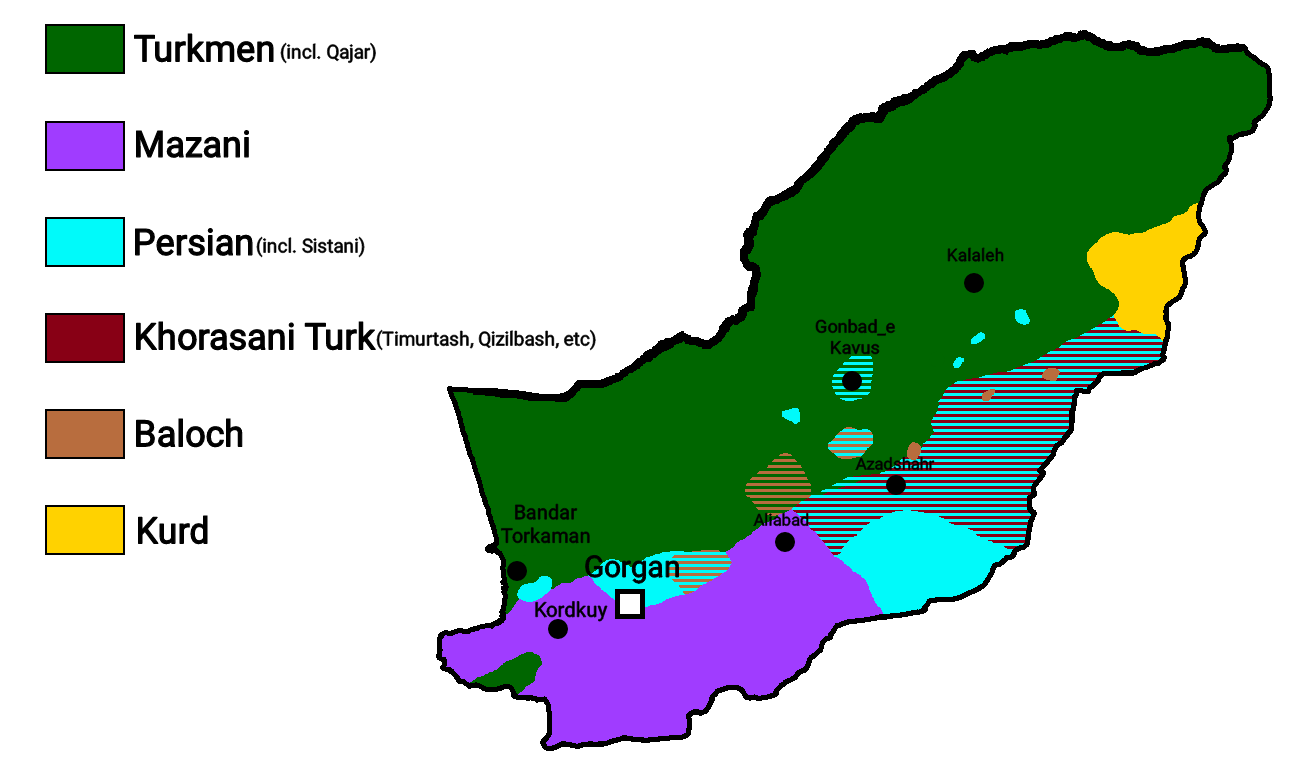
پراکندگی اقوام در استان گلستان

گویش زیارتی گونه‌ای از زبان طبری است و زیر شاخه طبری استرآبادی قرار دارد. گالش‌های زیارت خود را مازندرانی می‌دانند اما زبان مادری خود را گونه‌ای مجزا به نام زیارتی (و نه گالشی یا مازندرانی و نه حتی گرگانی) می‌نامند. برخی نیز گویش رایج در این روستا را «زبان روستایی» می‌خوانند. بسیاری از جوان‌ترها ترجیح می‌دهند به فارسی صحبت کنند.
هر چند گونه زبانی روستای زیارت دارای حالت کُنایی (ارگاتیو) نیست اما بقایایی محدود از وجود یک ساخت کهن کنایی در آن به چشم می‌خورد. گویش زیارتی به شدت تحت تأثیر زبان فارسی است و این تأثیر در تمام سطوح صرفی، نحوی و واژگانی این گویش مشاهده می‌شود. این گویش ولی همچنان هویت طبری خود را حفظ کرده که به ویژه در نظام فعلی آن به روشنی قابل مشاهده است.

### گالش
گالش‌های طبری شاخه ای از اقوام طبری‌تبار هستند که در مناطق کوهستانی استان‌های گلستان و مازندران زندگی می‌کنند و به زبان طبری سخن می‌گویند.گالش یا گاولش «Galeš»، در زبان طبری معنای گاوبان را می‌دهد. بعبارت ساده‌تر گالش یعنی کسی که دامداری می‌کند و گاو و گوسفند پرورش می‌دهد. کلمه گالش از ریشه سانسکریت گئورکش «Gao-rakš» گرفته شده است «Gao» به معنی گاو و «Rakš» به معنی پاییدن و نگهبانی کردن است. همچنین در زبان طبری به چوپان گاو گالش «Galeš» و به چوپان گوسفند کرد «kerd» گفته می‌شود. در متون کهن طبری از کلمه گالش به معنای چوپان استفاده شده است.

## نگارخانه

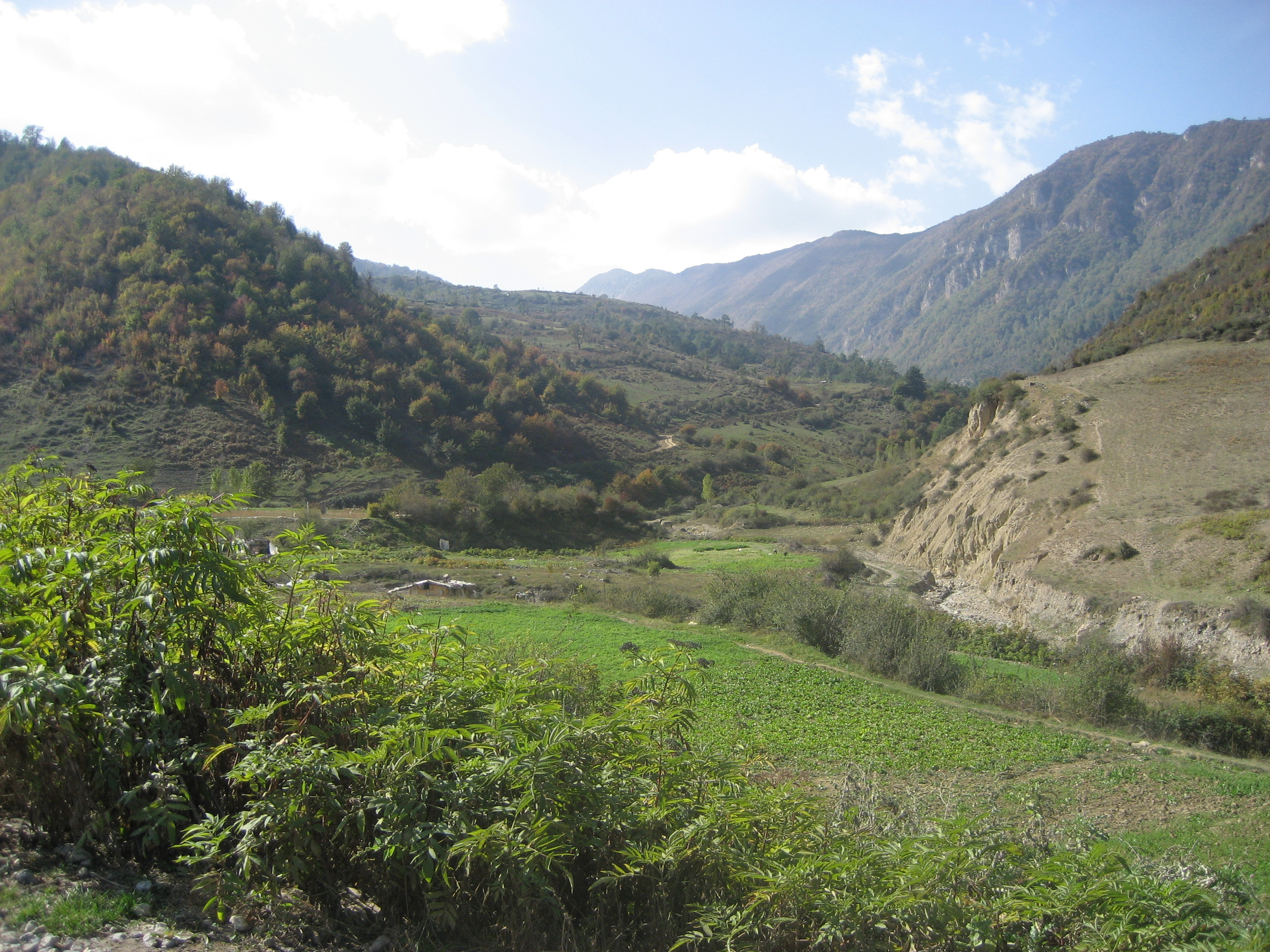
در راه روستای زیارت
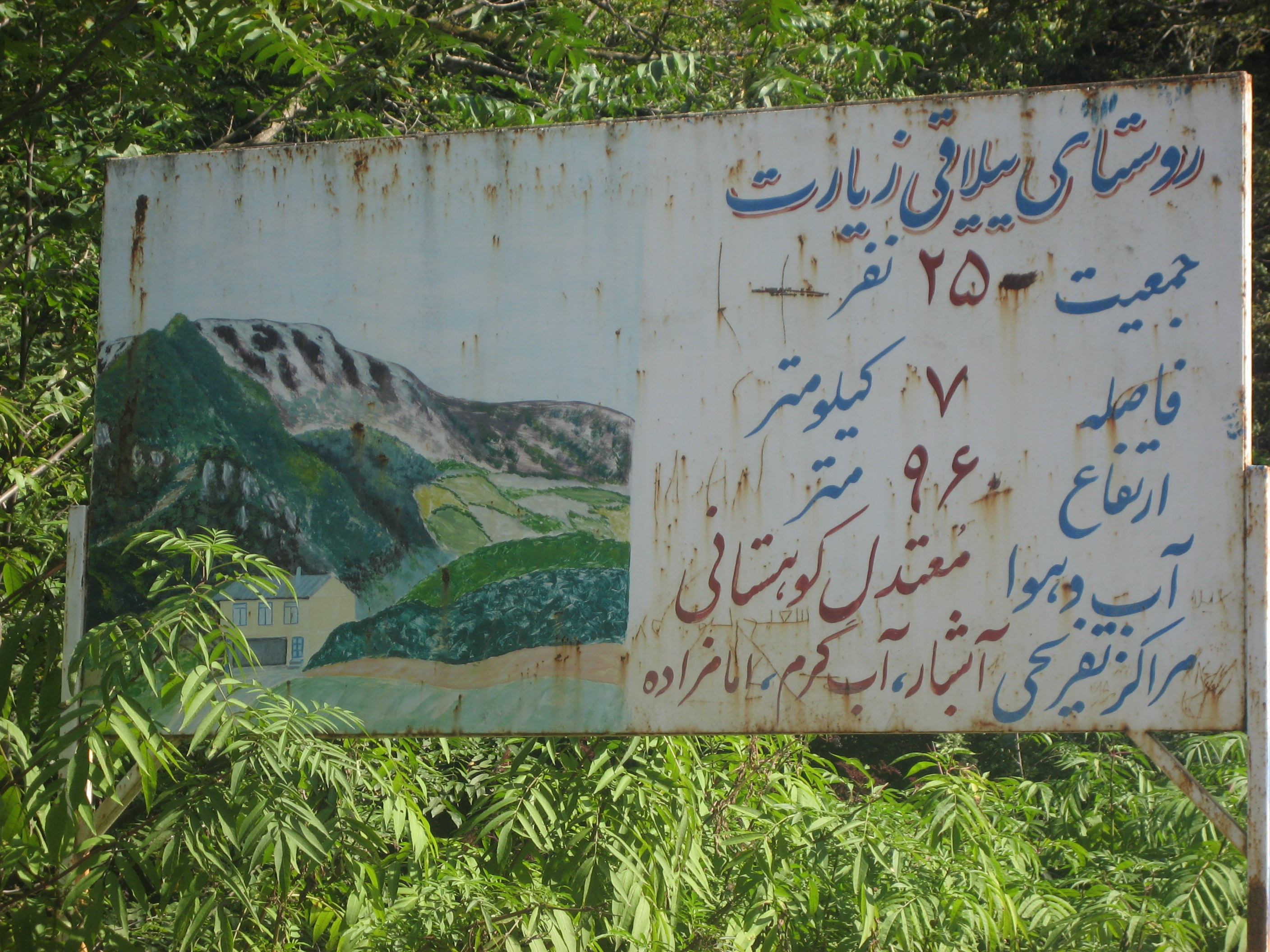
تابلوی اطلاعات روستا، ورودی روستا از سمت گرگان
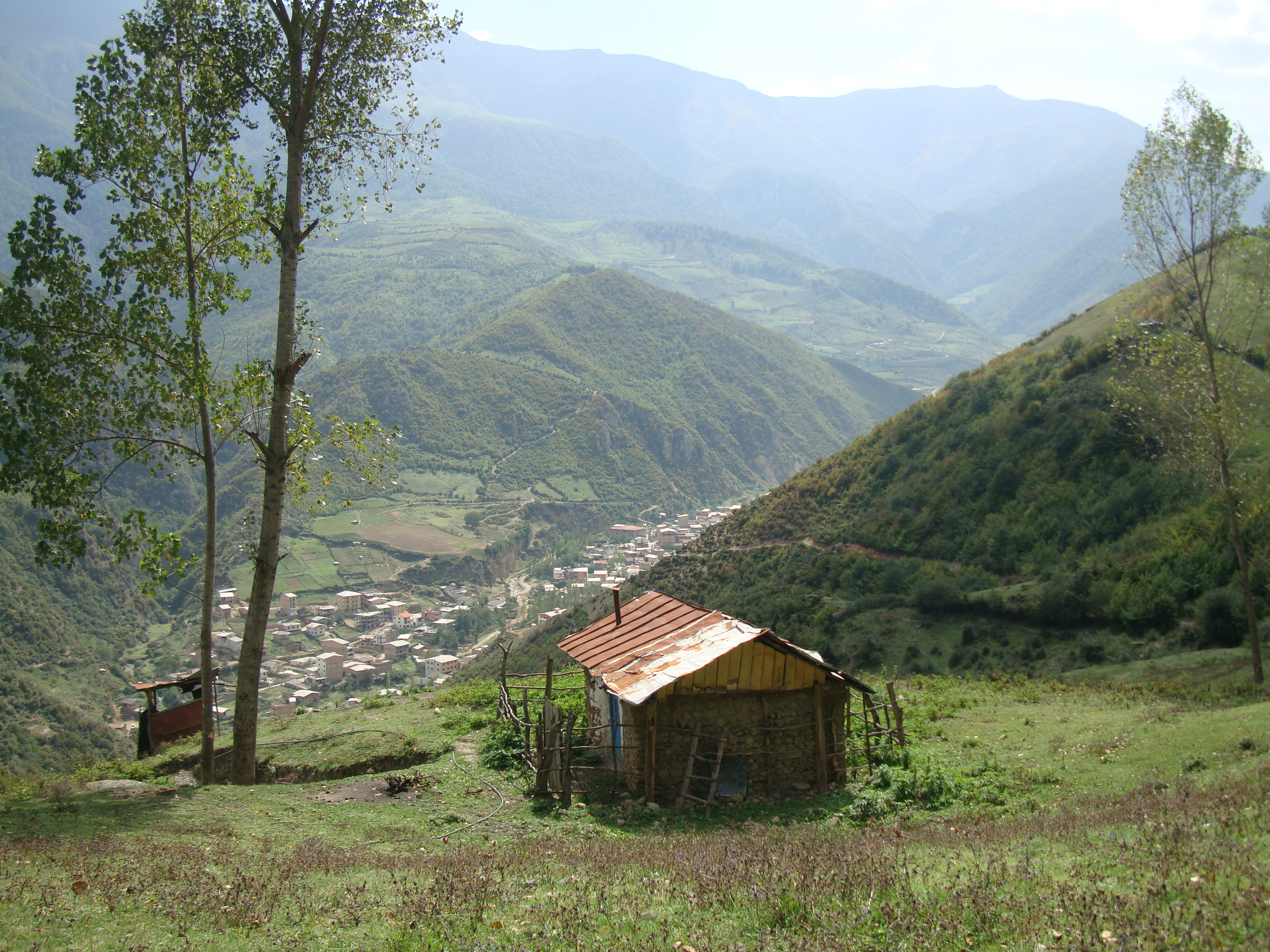
نمایی از زیارت
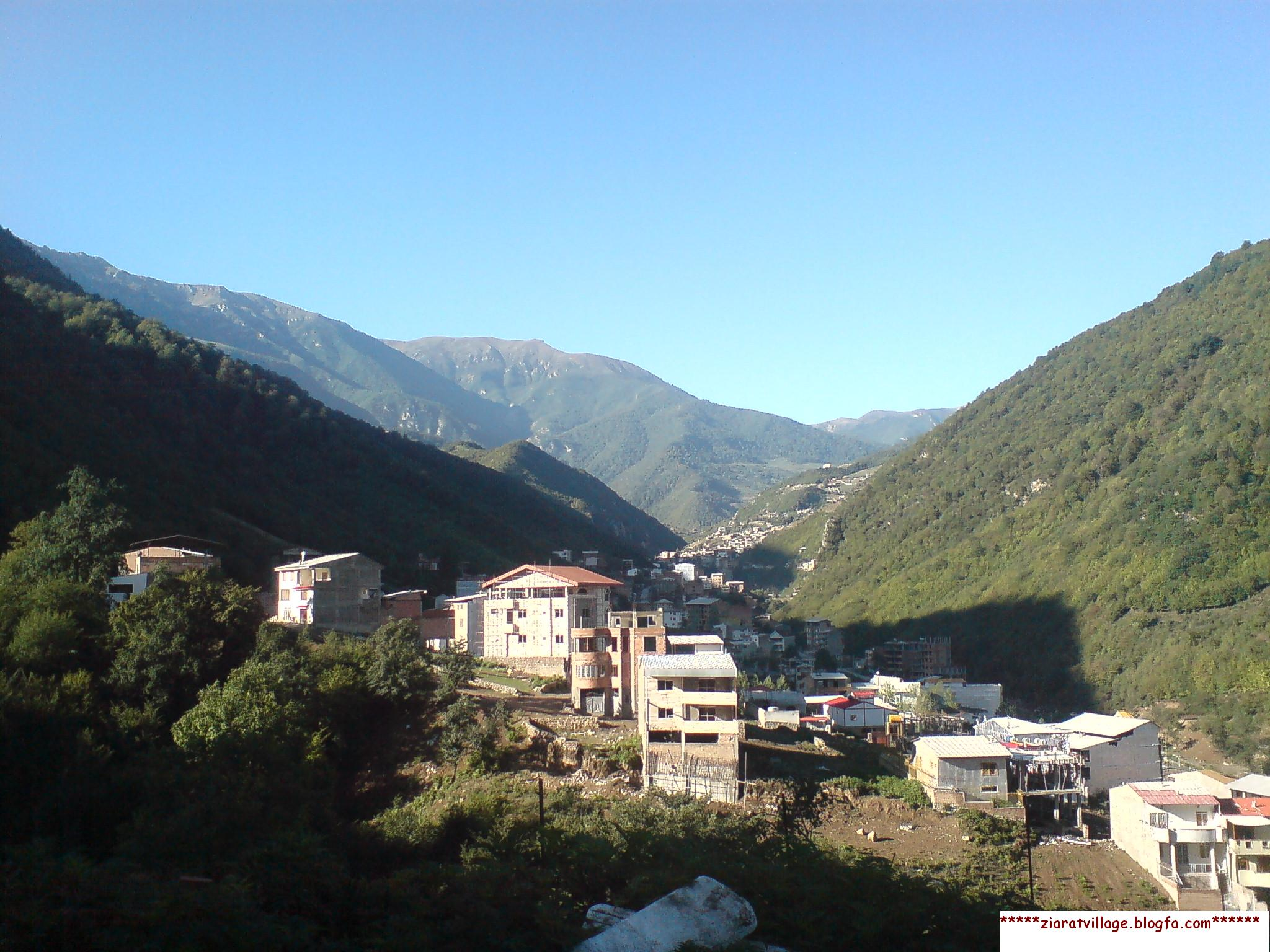
دیدی از روستا
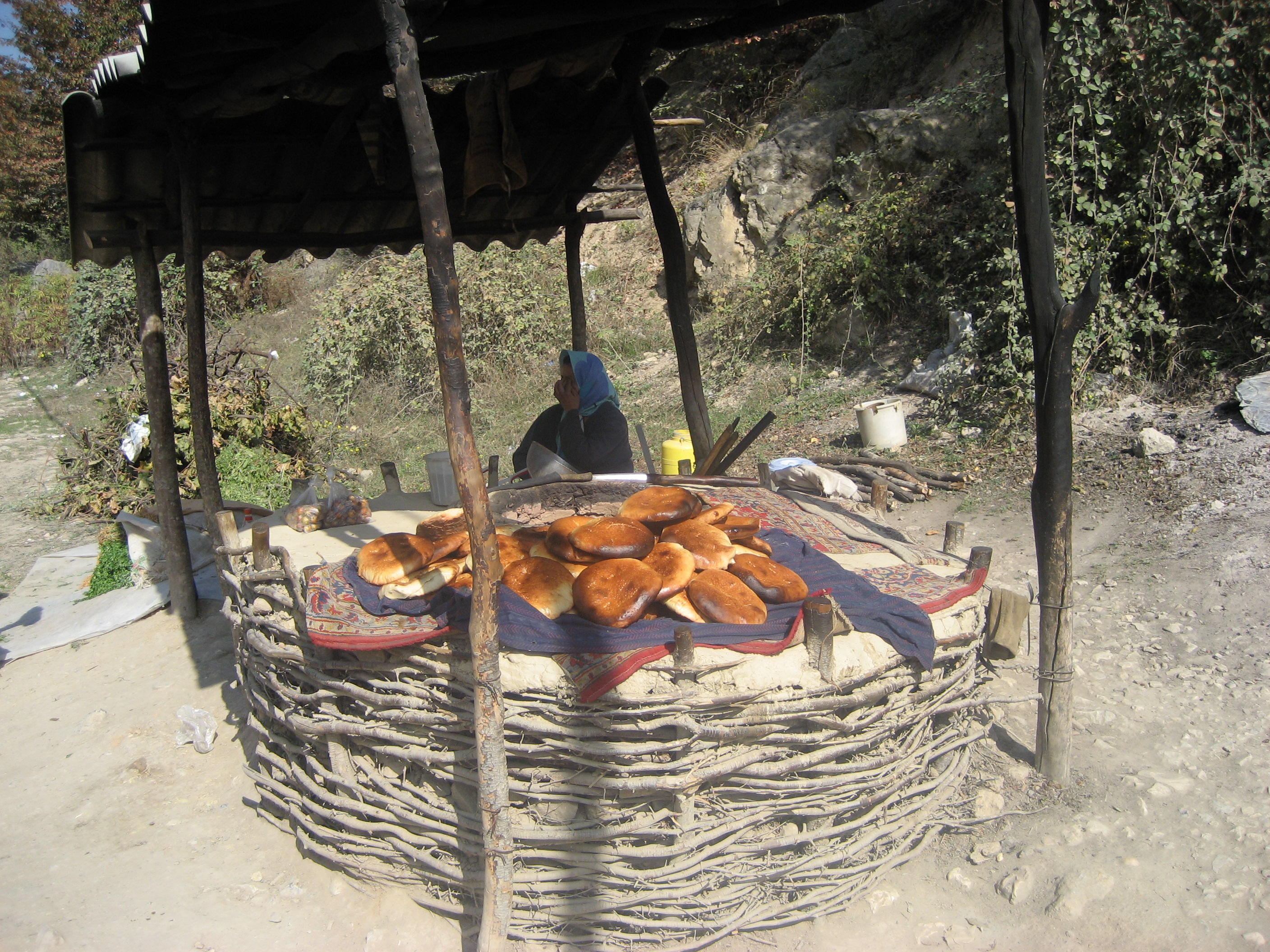
نان محلی زیارت، ابتدای جاده به سمت گرگان
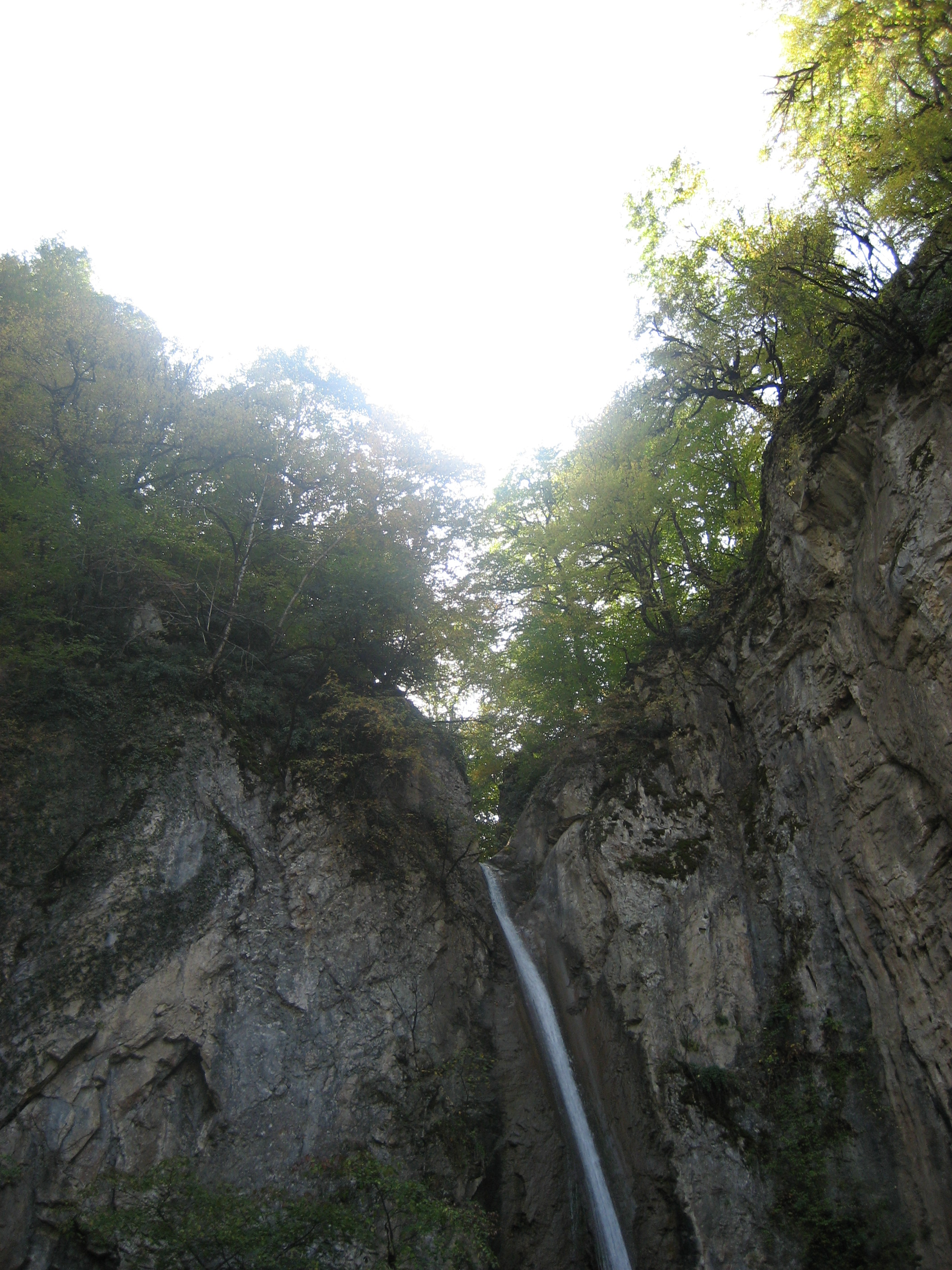
آبشار زیارت گرگان
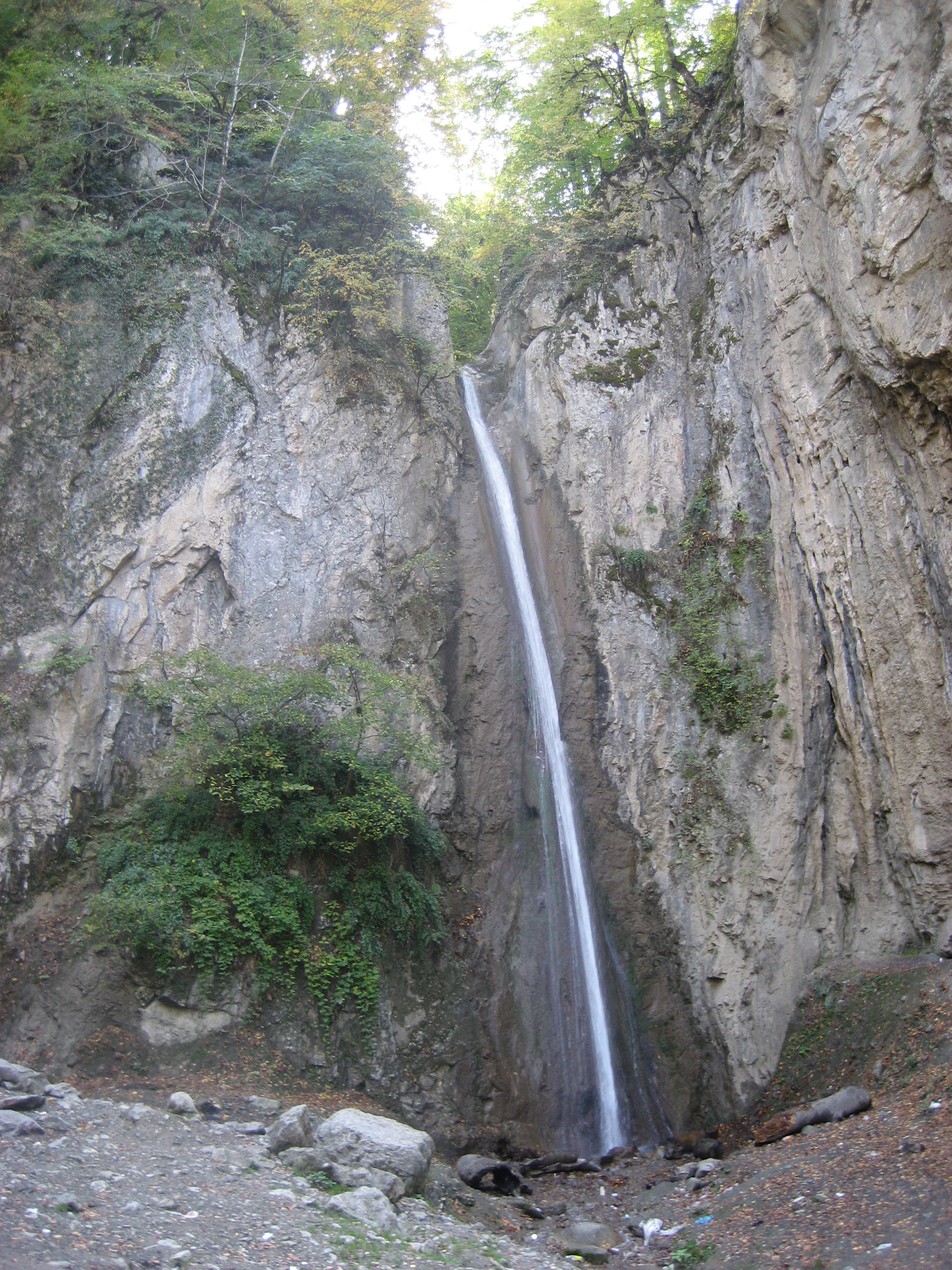
آبشار زیارت
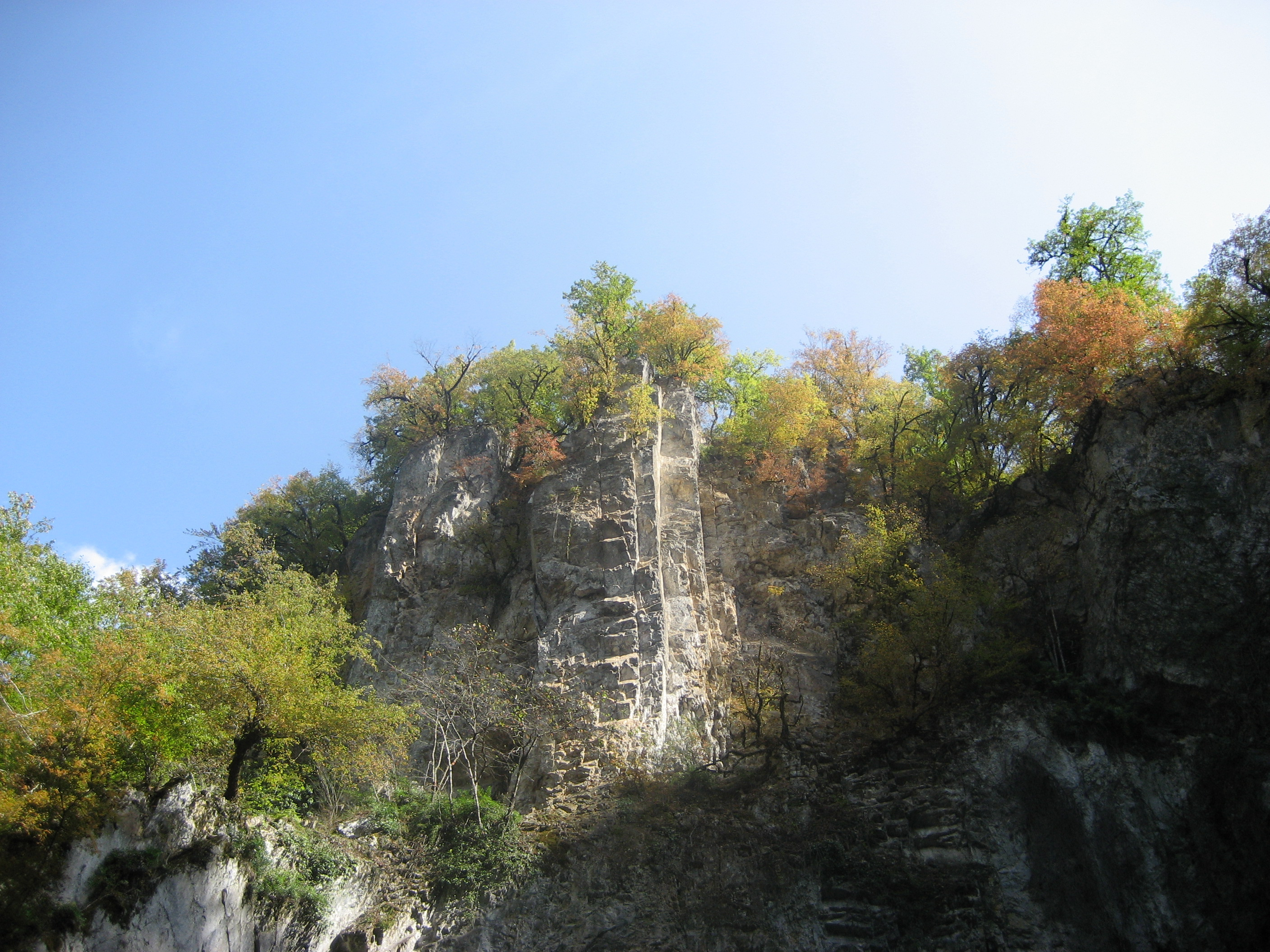
صخره‌های سمت چپ آبشار زیارت
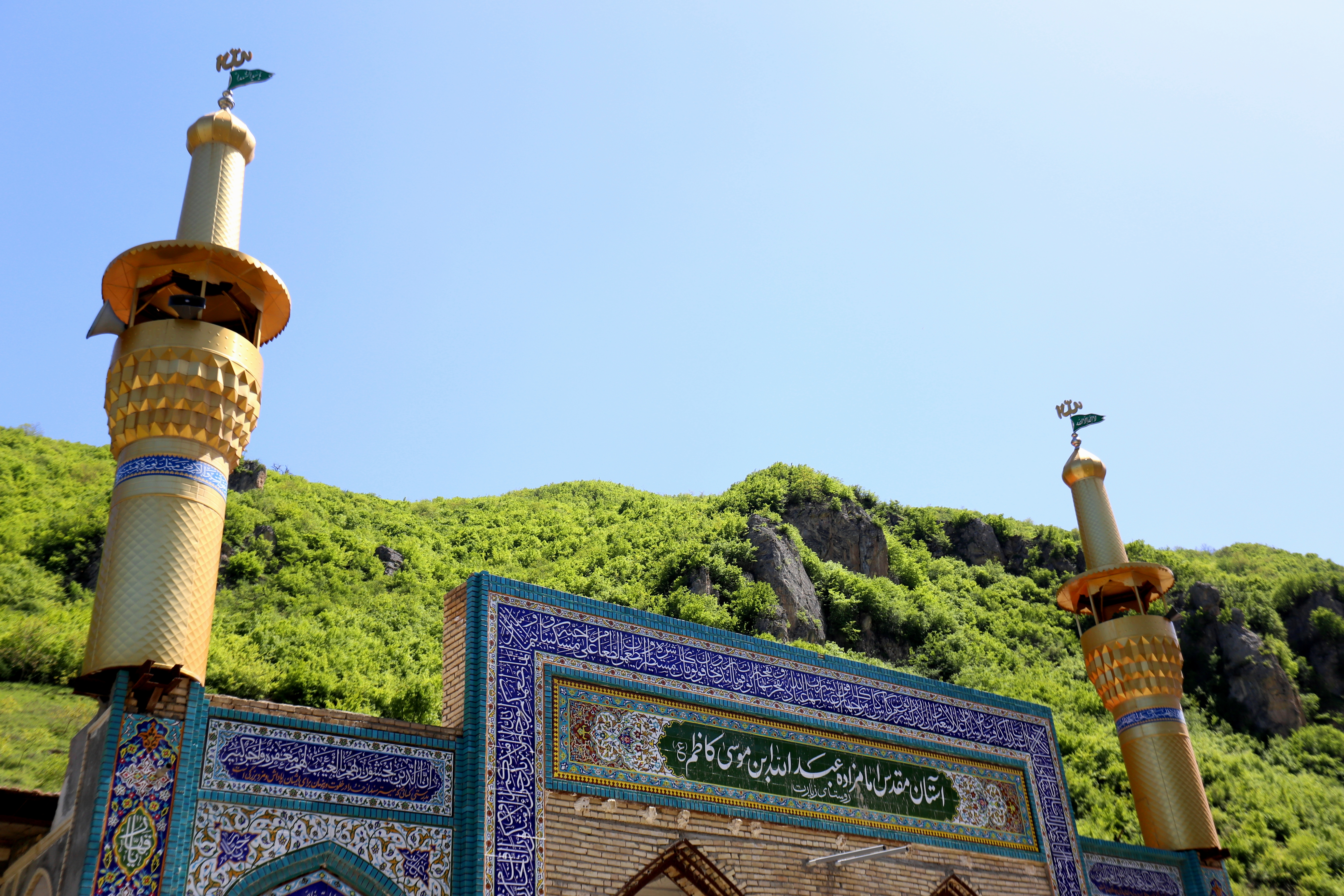
امامزاده عبدالله زیارت
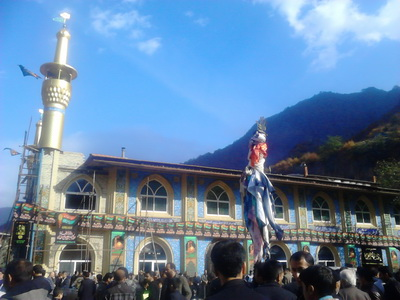
قبرستان امامزاده عبداله زیارت
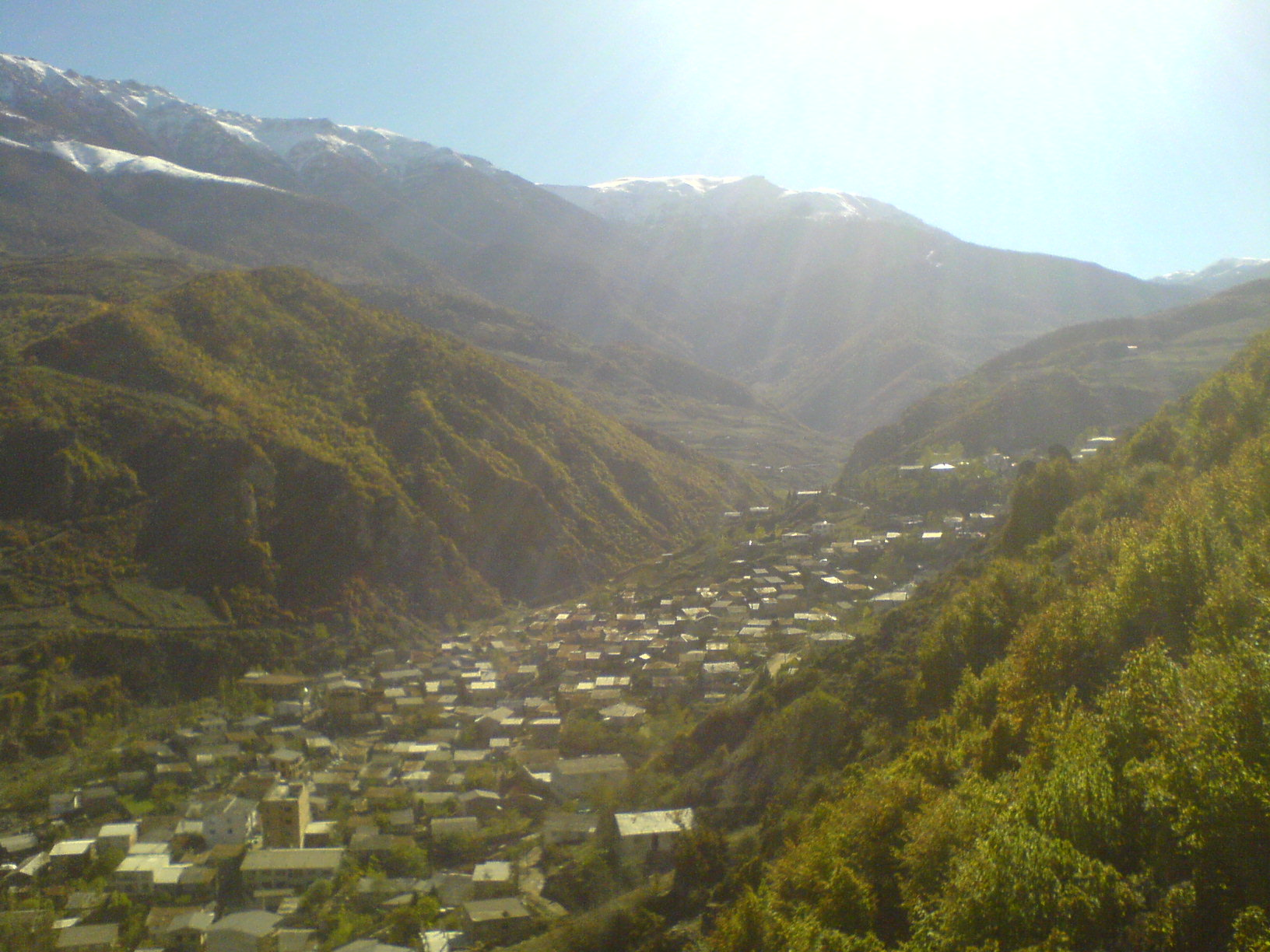
چشم‌انداز روستا